# Grotella olivacea
Grotella olivacea är en fjärilsart som beskrevs av Barnes och Mcdunnough 1911. Grotella olivacea ingår i släktet Grotella och familjen nattflyn. Inga underarter finns listade i Catalogue of Life.